# Lejre
Lejre är en ort i Danmark i Lejre kommun, 8 kilometer västsydväst om Roskilde.
Enligt isländska sagorna var Lejre anlagt av kung Skjold och säte för Sköldungaätten. Om kungarna i Lejre berättas även i den så kallade Lejrekrönikan (Chronicon Lethrense), daterad till omkring 1170. Thietmar av Merseburg beskrev i början av 1000-talet Lejre som ett centrum för Danmarks hedniska kult och en motsvarighet till Gamla Uppsala hos svearna. Vid Lejre finns en ca 80 meter lång skeppssättning.

## Lejre rike
Lejre är även namnet på ett rike som skulle funnits på Själland under folkvandringstid enligt Snorre Sturlasson. Riket är inte historiskt belagt. Rolf Krake och Hrörek av Lejre skulle varit kungar av riket. Rikets namn kommer sig av att kungasätet skall ha legat i Lejre.

## Transporter
Lejre har en järnvägsstation på Nordvestbanen mellan Roskilde och Kalundborg.